# Bukovica (Topusko)
Bukovica is een plaats in de gemeente Topusko in de Kroatische provincie Sisak-Moslavina. De plaats telt 7 inwoners (2001).